# Ak Bugday
Das Nationalmuseum Ak Bugday (turkmen. Milli „Ak bugdaý“ muzeýi, wörtlich Nationalmuseum des „weißen Weizens“) ist das Nationalmuseum Turkmenistans und befindet sich in der Stadt Änew. Es ist das einzige Weizenmuseum der Welt.

## Geschichte
Das Museum wurde 2005 von der türkischen Firma Polimex gebaut, nicht weit von der Stelle entfernt, an der 1904 eine archäologische Expedition unter der Leitung des Amerikaners Raphael Pumpelly 5.000 Jahre alte Weizenkörner fand. Der Bau kostete 7,7 Millionen US-Dollar, Finanziert wurde der Bau von der Regierung Turkmenistans. Die Einweihung fand am 25. Juli 2005 während des Getreidefestes in Anwesenheit des Präsidenten Saparmyrat Nyýazow statt.

## Gebäude
Das Museumsgebäude ist ein dreistöckiges, 21 Meter hohes Gebäude mit einer großen goldenen Weizenähre, die von einer zweistufigen Krone aus kleineren Ähren eingerahmt wird. Gegenüber der Fassade des Museums befindet sich ein Brunnenkomplex. Das Museum befindet sich auf einer Fläche von 32 Tausend m², darunter mehr als 18 Tausend m² Grünflächen. Im Untergeschoss des Museums befinden sich ein Konferenzsaal mit 200 Plätzen, Büros, Gäste- und Aufenthaltsräume für das Museumspersonal, Lagerräume, Telekommunikations- und Informationszentren, eine Cafeteria und andere Räume.

## Exponate
Das Museum beherbergt 5 tausend Jahre alte Weizenkörner, die 1904 gefunden wurden, steinerne Getreidemühlen (2. Jahrtausend v. Chr.), Handmühlensteine (3.–2. Jahrtausend v. Chr.), eine Ölpresse zum Pressen von Sesamöl, Figuren von Fruchtbarkeitsgöttinnen (Namazga-Depe, 4. Jahrtausend v. Chr.), eine Bronzehacke (2. Jahrtausend v. Chr.), eine Pfeilspitze, ein Bronzemesser (3.–2. Jahrtausend v. Chr.), Keramikfragmente mit monochromen und polychromen Motiven. Zu den Keramiken gehören Khums (große Krüge, die Pithos oder Kvevri ähneln), Krüge für Wasser und Öl (Golcha), glasierte Krüge für das turkmenische Getränk Chal, kleine Haushaltsgegenstände (Schalen, Schüsseln, Vasen für Früchte und Blumen, Flaschen für aromatische Öle, Parfüms und Medikamente). Das Museum zeigt handgemachte und auf der Töpferscheibe gefertigte Objekte, mit und ohne aufgetragene geometrische oder pflanzliche Muster, glasierte und teilweise glasierte, gestempelte Keramik. Die Ausstellung umfasst auch Werkzeuge und Haushaltsgeräte aus dem 19. und 20. Jahrhundert: Holzpflüge mit Metallscharen, Kupferkessel, Kumgane, Samoware, Schafscheren, Werkzeuge von Schmieden und Juwelieren, Fragmente eines Webstuhls. Ergänzt wird die Museumssammlung durch Weizengarben von Sorten, die als Errungenschaften der modernen Züchtung gelten.